# AND JUST LIKE THAT... / セックス・アンド・ザ・シティ新章
『AND JUST LIKE THAT... / セックス・アンド・ザ・シティ新章』は、 HBOMaxにて、マイケル・パトリック・キングにより製作されたアメリカのコメディードラマストリーミングテレビ限定シリーズ。キャンディス・ブシュネルの新聞コラムと1996年の同名の本のアンソロジーに基づいた、ダーレン・スターによって作成されたHBOテレビシリーズ「セックス・アンド・ザ・シティ」の続編。2025年6月現在、シーズン3まで配信されている。
2010年の映画『セックス・アンド・ザ・シティ2』の11年後に設定され、オリジナル・キャストのサラ・ジェシカ・パーカー、シンシア・ニクソン、クリスティン・デイヴィス、マリオ・カントーネ、デビッド・エイゲンバーグ、ウィリー・ガーソン、エヴァン・ハンドラー、クリス・ノースに加え、新キャラクターとしてサラ・ラミレスとサリタ・チョウドリーが出演。
『セックス・アンド・ザ・シティ』シリーズの3回目の映画化が中止されたのち、2021年1月にHBOMaxから本作の制作が発表された。
シーズン1は、アメリカで同年12月9日から2022年2月3日にHBOMaxで配信が開始された。全10話。日本では2021年12月21日から2022年3月2日にかけてU-NEXTにて完全独占配信開始。
シーズン2（全11話）は2023年6月22日より、シーズン3は2025年5月30日より、HBOMax、U-NEXTでそれぞれ日米同時配信を開始した。

## 登場人物
キャリー・ブラッドショー
演：サラ・ジェシカ・パーカー、吹替：永島由子
シャーロット・ゴールデンブラット
演：クリスティン・デイヴィス、吹替：松谷彼哉
ミランダ・ホッブス
演：シンシア・ニクソン、吹替：渡辺美佐
- シーマ・パテル　演：サリタ・チョウドリー、吹替：三石琴乃
- リサ・トッド・ウェクスリー　演：ニコール・アリ・パーカー、吹替：沢城みゆき
- リリー・ゴールデンブラット　演：キャシー・アン、吹替：内田彩
- マリオン　演：メカッド・ブルックス、吹替：奥田寛章
- ダンカン　演：ジョナサン・ケイク、吹替：飯島肇
- アンソニー･マレンティーノ　演：マリオ・カントーネ、吹替：中村伸一
- ブレディ・ホッブス　演：ニール・カニンガム、吹替：畠中祐
- スティーブ・ブレディ　演：デヴィッド・エイゲンバーグ、吹替：中尾隆聖
- ハリー・ゴールデンブラット　演：エヴァン・ハンドラー、吹替：林大地
- ハーバート・ウェクスリー　演：クリストファー・ジャクソン、吹替：松川裕輝
- アダム　演：ローガン・マーシャル=グリーン、吹替：野坂尚也
- ジュゼッペ　演：セバスティアーノ・ピガッツィ、吹替：宮崎遊
- ローズ・ゴールデンブラット　演：アレクサ・スウィントン、吹替：伊瀬茉莉也
- ジョイ　演：ドリー・ウェルズ、吹替：杏寺円花
- エイダン　演：ジョン・コーベット、吹替：安井邦彦

## スタッフ
- 企画・製作総指揮：マイケル・パトリック・キング
- 製作総指揮：ジョン・メルフィ、ジュリー・ロッテンバーグ、エリサ・ズリツキー、サラ・ジェシカ・パーカー、クリスティン・デイビス、シンシア・ニクソン
- 脚本：マイケル・パトリック・キング、サマンサ・アービー、スーザン・ファレスヒル、ルーカス・フレーリッヒ、レイチェル・パーマー、ジュリー・ロッテンバーグ、エリサ・ズリツキー
- 監督：マイケル・パトリック・キング、シンシア・ニクソン、ライ・ルッソ＝ヤング、ジュリー・ロッテンバーグ